# アンコールタイガーFC

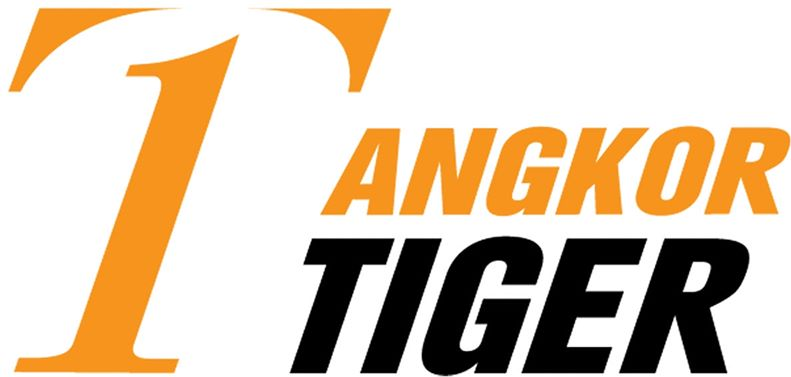
アンコールタイガーFC　ロゴ

アンコールタイガーFC（英: Angkor Tiger FC）はカンボジア・シェムリアップを本拠地とするサッカークラブである。

## 概要
2013年にカンボジア日系企業のトライアジアグループ（本社：カンボジア王国プノンペン、CEO：横井朋幸）が母体となって設立した日系クラブ。設立当時の名称はトライアジア・プノンペンFC。設立初年度にカンボジア2部リーグを制覇し、プレーオフを制してCリーグに昇格。設立から18戦無敗を記録した。Cリーグ参入初年度を5位で終え、オフシーズンに健康上の理由により監督兼GMの吉岡大介が辞任。その後トライアジアグループの急激な経営悪化により2014年12月にトライアジアグループ元社員の吉田健次に無償譲渡された。その後はプノンペンFCへクラブ名を変更し存続へ向けた活動を行っていたが、2015年3月1日付で東京都のブランドコンサルティング会社である株式会社フォワードが経営権を継承し、クラブ名をカンボジアンタイガーFCへ変更した。フォワード創業者の加藤明拓がオーナーに就任した。同年に愛媛FC非公式マスコットの一平くん協力のもと、マスコットキャラクター「ソンハー」が誕生した。
2017年から本拠地をシェムリアップへ移転した。また、2018年からクラブ名をAngkor Tiger FC（アンコールタイガーFC）へ変更した。
2018年、カンボジアサッカーリーグ主催の【Cambodia Football Award】にて、「最も多くのファンを持つクラブ（特別賞）」を受賞。
9月のボーウング・ケット・アンコール戦では当時リーグ歴代最多の4267人の観客動員数を記録した。
2019年、第3節のボーウング・ケット・アンコール戦にて3090人、第5節のビサカFC戦にて4377人の観客動員数を記録。自身が持つリーグレコードを塗り替えた。
2019年、カンボジアサッカーリーグ主催の【Cambodia Football Award】にて、「最も多くのファンを持つクラブ（特別賞）」を2年連続で受賞した。
2019年秋に完成したアマチュアクラブのシェムリアップ・ユナイテッドFC所有のサッカー専用スタジアムであるSRUスタジアムを2020年シーズンからホームとして使用している。2020年2月時点で収容能力は3,200席であり、4,200席への増設工事中である。
2024年5月からシェムリアップ郊外にクラブ自前のサッカー専用スタジアムの建設が始まった。
2024年11月10日 Cambodian Premier League 2024/25 Round 2 Week 12 VS  Ministry of Interior FA戦が、新スタジアム(Akihiro Kato Stadium )のこけら落としとなった。

### クラブ名の変遷
- 2013年 - 2014年 トライアジア・プノンペンFC
- 2015年 - 同年2月 プノンペンFC
- 2015年3月 - 2017年 カンボジアンタイガーFC
- 2018年 - アンコールタイガーFC

## 現所属メンバー
2020年1月17日現在
注：選手の国籍表記はFIFAの定めた代表資格ルールに基づく。
| No. | Pos. |            | 選手名             |
| --- | ---- | ---------- | ------------------ |
| 1   | GK   | カンボジア | Som Pov            |
| 3   | DF   | 日本       | 大瀬貴己           |
| 4   | DF   | カンボジア | Chhong Bunnath     |
| 6   | MF   | カンボジア | Soeng Narith       |
| 7   | MF   | カンボジア | Thorn Seyha        |
| 8   | MF   | 日本       | 小川雄大           |
| 9   | MF   | カンボジア | Long Phearath      |
| 10  | FW   | カンボジア | Taing Sopeak       |
| 11  | FW   | カンボジア | Pich Sovankhamarin |
| 14  | DF   | カンボジア | Ly Alifin          |
| 15  | DF   | カンボジア | Chin Nareak        |
| 17  | DF   | カンボジア | Pov Phearith       |
| 18  | MF   | 日本       | 杉山丈一郎         |
| 25  | FW   | カンボジア | Dor Rozzan         |
| 30  | DF   | カンボジア | Tang Pisey         |
| 33  | MF   | カンボジア | Hom Panha          |
| 35  | FW   | カンボジア | Sovan Dauna        |
| 39  | DF   | カンボジア | Chon Pisa          |
| 44  | DF   | カンボジア | Chan Houng         |

## スタッフ
HEAD COACH   Oriol Segura
TRAINER          Yoshiki Harabe
GENERAL MANAGER　  Yusuke Shinoda
SALES MANAGER　  Takahisa Kiyone

## 主な所属選手
- ソク・チャンラクスメイ 2013 - 2016
- チャン・リティー 2014
- 木原正和 2014 - 2016
- 吉田康幸 2015
- 吉原正人 2015 - 2016
- 村松知輝 2016
- 深澤仁博 2017‐2018
- 荻野賢次郎 2018
- 小川雄大 2019
- 長島滉大 2024
- 安岡拓斗 2024
- 浅野崇斗 2024

## ユニフォーム

### ユニフォームサプライヤー
- NT Sport Shop Cambodia（2020年）
- ACUORE（2019年）

## 観客動員
アンコールタイガーFCは、国内リーグの中でも屈指の観客動員数である。
2018年シーズンには、年間平均1900人の観客動員を記録した。（リーグ平均は300人）
この年、カンボジアサッカーリーグ主催の【Cambodia Football Award】にて、「最も多くのファンを持つクラブ（特別賞）」を受賞した。
2019年、第5節のビサカ戦にて、リーグ歴代最多の4377人の観客動員数を記録した。
　この試合の様子はYahoo!ニュースに掲載された。
2019年、「最も多くのファンを持つクラブ（特別賞）」を昨シーズンに引き続き受賞した。